# Farid Bamouhammad
Farid Bamouhammad dit « Farid le Fou », né le 9 décembre 1967 à Saint-Dizier en France et mort le 9 mars 2019 à Uccle est un criminel français  multi-récidiviste.

## Biographie
En 1987, Farid Bamouhammad est condamné à six ans de prison pour enlèvement.
En juillet 1994, il abat par balle Abdelkader Benhlal, après avoir tenté d'abattre un mois plus tôt Hassan Mokhtari, affirmant que c'est pour venger le viol de sa fiancée, Nathalie Si Brahim. D'après les enquêteurs, ce serait également lié à la pègre. Il est condamné à 13 ans de prison en octobre 1997 aux assises de Bruxelles. Il est acquitté pour une tentative de braquage avec prise d'otages dans une agence de la Générale de Banque, à Molenbeek, et pour un braquage perpétré peu après contre un bureau de poste de Schaerbeek.
Le 5 janvier 2000, en liberté conditionnelle depuis février 1999 en attendant son extradition vers la France, il se rend armé d'un pistolet et d'une grenade et accompagné de deux complices au domicile de sa belle-famille à Etterbeek,,. Il y enlève ses beaux-parents, sa belle-sœur et sa fillette de 4 ans et les séquestre dans le restaurant Quick de Drogenbos,. Il est condamné à cinq ans de prison le 11 janvier 2002.
En août 2005, lors d'un congé pénitentiaire, il enlève sa belle-mère et sa belle-sœur et les séquestre pendant 33 heures dans un café près de la Grand-Place de Bruxelles. Il est condamné en mars 2007 à dix ans de prison pour tentative de meurtre sur un agent de police et pour enlèvement,.
Le 19 mars 2016, il est arrêté à Mons-lez-Liège où il s'était retranché chez une amie, après avoir menacé sa compagne dans la région de Fleurus. Il est placé sous mandat d’arrêt pour séquestration,.
Le 18 août 2016, le secrétaire d'Etat à l'asile et à la migration Théo Francken demande une nouvelle fois son expulsion vers la France.
En janvier 2019, il est hospitalisé dans un hôpital civil à Uccle pour un cancer en phase terminale, il y meurt dans la nuit du 9 mars au 10 mars 2019.